# Conseil des Canadiens
Le Conseil des Canadiens est une organisation citoyenne fondée en 1985 au Canada contre l'accord de libre-échange canado-américain.
Il revendique des politiques progressistes au nom de ses membres et concentre ses efforts sur le commerce équitable, le système de soins de santé public et le droit à l'eau. 
Récemment[Quand ?], il a également ciblé ses efforts contre ce qu'il décrit comme l'intégration progressive du Canada avec les États-Unis.